# Chiesa di San Biagio (Ascoli Piceno)
La chiesa di San Biagio era una chiesa che si trovava in Ascoli Piceno nella centralissima piazza Arringo, davanti all’entrata del battistero di San Giovanni. Fu demolita nel 1887.
Ancora oggi tra i cittadini ascolani è diffuso il detto ironico San Biace fa la caretà a lu Dome, quando una persona di modeste condizioni economiche fa una donazione a un’altra benestante. Il detto è dovuto alle piccole dimensioni che erano della chiesa di San Biagio che si trovava nelle immediate vicinanze dell'imponente Duomo della città.

## Storia e descrizione

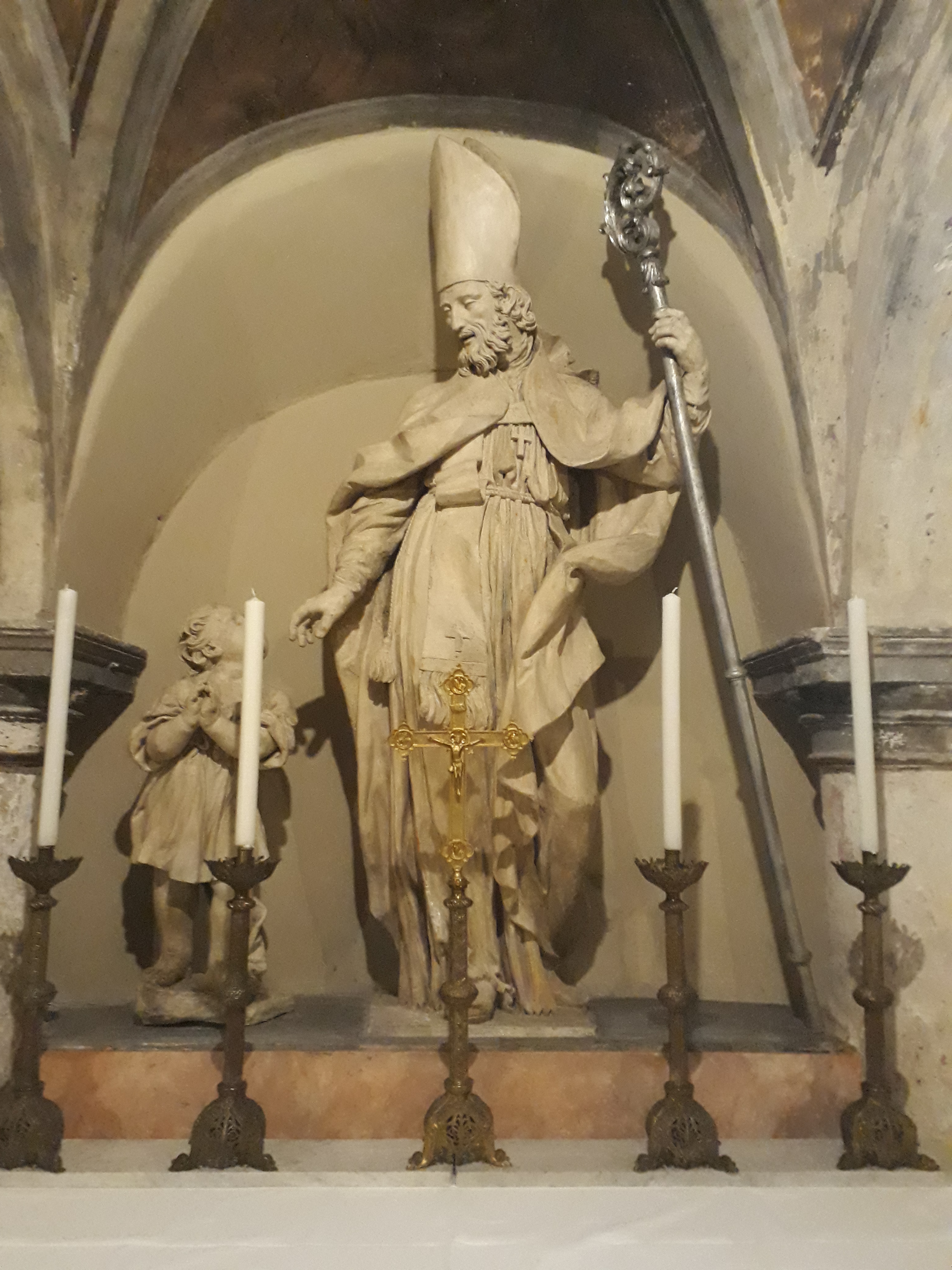
La statua di San Biagio, oggi nella cripta di Sant'Emidio

Si trattava di una piccola chiesa che risultava già esistente nel XIV secolo. Nel 1569 fu restaurata per volere del vescovo Pietro III Camajani, il quale fece insediare la Confraternita del SS. Sacramento.
La chiesa fu demolita nel 1887, forse perché la struttura, probabilmente in travertino, non era in buone condizioni o forse perché la sua posizione turbava l’armonia architettonica di piazza Arringo, coprendo da più visuali il Battistero.
Nel 2003, con il nuovo restyling di piazza Arringo che ha compreso principalmente la nuova pavimentazione, si è voluto realizzare il perimetro della chiesa demolita, in ricordo dell'antico luogo di culto.

### Interno
All’interno c’erano numerosi affreschi dell’artista Gaspare Gasparini di Macerata allievo del Pomarancio. Erano effigiati i dodici Apostoli con il vescovo Pietro III Camajani, i Profeti e la Pietà con le Marie e San Biagio.

#### La statua di San Biagio
Sempre nell’interno era custodita la statua di San Biagio che dopo la demolizione della chiesa fu trasferita nella Cripta di Sant'Emidio all’interno del Duomo, dove oggi è possibile ammirarla. L’opera in terracotta fu realizzata dallo scultore Domenico Paci, nella prima metà del XIX secolo.